# Krzysztof Modliński
Krzysztof Tadeusz Modliński (ur. 20 listopada 1951 w Koszalinie) – polski przedsiębiorca, samorządowiec i działacz sportowy, w latach 2003–2006 wicemarszałek województwa zachodniopomorskiego.

## Życiorys
Z wykształcenia technik gastronomii. W 1992 należał do współzałożycieli przedsiębiorstwa Dega, produkującego przetworzoną żywność, w tym sałatki i produkty rybne.
Zaangażował się w działalność Samoobrony RP. Z jej listy w 2002 uzyskał mandat w sejmiku zachodniopomorskim. Wkrótce potem został radnym niezrzeszonym i współtworzył Klub Radnych Bezpartyjnych. Podjął następnie współpracę z klubem Polskiego Stronnictwa Ludowego. 30 czerwca 2003 został powołany na stanowisko wicemarszałka województwa zachodniopomorskiego, odpowiedzialnego m.in. za rolnictwo. Zakończył pełnienie funkcji 18 grudnia 2006 w związku z końcem kadencji zarządu. Do końca kadencji sejmiku nie wstąpił do klubu PSL, był natomiast członkiem tej partii od 2005 do 2006 (wykluczono go w związku z nielojalnością).
W 2005 bezskutecznie kandydował do Senatu w okręgu nr 99, zajmując 9. miejsce wśród 12 pretendentów (z poparciem ponad 14 tys. głosów). W 2006 bez powodzenia kandydował do rady miejskiej Koszalina z listy Lewicy i Demokratów. Później powrócił na stanowisko wiceprezesa firmy Dega (do 2006). Działał także w branży sportowej: we władzach piłkarskiej Gwardii Koszalin, w koszalińskim okręgu PZPN i jako szef rady nadzorczej drużyny piłki ręcznej Energa AZS Koszalin.